# Маево (Псковская область)
Ма́ево или Маёво — деревня в Новосокольническом районе Псковской области России. Административный центр Маевской волости.

## География
Расположена в 25 км к западу от города Новосокольники.

## Население
| 2001 | 2002 | 2010 |
| ---- | ---- | ---- |
| 474  | ↘409 | ↘314 |

Численность населения деревни по оценке на начало 2001 года составляла 474 человека.